# Libyens demografi
Libyen har en lille befolkning i et stort landområde. Befolkningstætheden er omkring 50 indbyggere pr. km² i Tripolitanias og Cyrenaikas to nordlige regioner, men mindre end én indbygger pr. km² andre steder. 90% af befolkningen lever i mindre end 10% af området, primært langs kysten. Omkring 88% af befolkningen lever i byerne, for det meste i de to største byer, Tripoli og Benghazi. 33% af befolkningen er estimeret til at være under 15 år.
Indfødte libyere er primært en blanding af berbere og arabere. Små grupper som tuareg og toubou er nomadiske og lever i det sydlige Libyen. Blandt fremmede bosatte, stammer de største grupper fra andre afrikanske nationer.